# Great Palm Island
Great Palm Island (auch Palm Island, von den Aborigines genutzter Inselname: Bwgcolman) ist die Hauptinsel der Greater Palm Islands genannten Inselgruppe vor der Küste Queenslands in Australien. Als der erste Europäer James Cook 1770 auf der HMS Endeavour auf seiner Ersten Südseereise vor der Insel ankerte, schätzte er die Anzahl der dort lebenden Aborigines der Manbarra auf etwa 200 Personen. 2016 lebten 2.446 Einwohner auf der Insel. Die Vergangenheit des Insel ist stark von den Folgen der britischen Kolonisierung und der damit verbundenen White Australia Policy und Willkür geprägt, aber in der jüngeren Vergangenheit auch von der Gegenwehr der dort lebenden Aborigines.

## Geografie
Die Insel Great Palm Island ist ein Teil der Inselgruppe Greater Palm Island und befindet sich etwa 65 Kilometer nordwestlich von Townsville im Korallenmeer sowie im Great Barrier Reef Marine Park. Die Insel hat eine Fläche von 55 km². Die offizielle Flächenangabe von 70,9 km² schließt neun kleinere Inseln der Gruppe mit ein (im Wesentlichen die gesamte Inselgruppe mit Ausnahme von Pelorus Island, Orpheus Island und Albino Rock), die zur Aboriginal Shire of Palm Island gehören. Sie ist 15,9 km lang und bis zu 10 km breit. Höchster Punkt ist der Mount Bentley mit 554 Metern. Der gleichnamige Hauptort Palm Island liegt an der Westküste.
Greater Palm Islands
Von den 16 Inseln von Greater Palm Islands tragen 12 einen Namen, darunter ist nur Great Palm Island dauerhaft bewohnt (in Klammern sind die Inseln in der Sprache der Aborigines genannt).
- Pelorus Island (Yanooa, Guyroogarrie)
- Orpheus Island (Goolboddi) mit Orpheus-Island-Nationalpark
- Albino Rock, liegt ebenfalls im Orpheus -Island Nationalpark
- Curacoa Island (Noogoo oder Inoogoo)
- Fantome Island (Eumilli)
- Great Palm Island (Bwgcolman)
- Esk Island (Soopun)
- Falcon Island (Carbooroo)
- Eclipse Island (Garoogubbee)
- Brisk Island (Culgarul)
- Barber Island (Boodthean)
- Fly Island
- Havannah Island

## Fauna
Auf Great Palm Island kommt die Känguru-Art Petrogale assimilis vor.

## Bevölkerung
Die Forschung legt nahe, dass die Insel ursprünglich von dem Volk der Manburra besiedelt wurde. Eine juristische Bestätigung dafür gibt es jedoch nicht. Als sich die europäischen Siedler, als Queensland noch eine britische Kolonie war, auf dem Festland gegenüber der Inselgruppe niederließen, wurden nach Great Palm Island nicht nur die lokalen Aborigines vom Festland von Queensland deportiert, sondern auch von den Torres-Strait-Inseln. Bei einer Versammlung, zu der der Elder Dick Palm Island gerufen hatte, wurden 47 unterschiedliche Aborigines-Sprachgruppen gezählt. Deswegen ist die heute verbreitete Bezeichnung für die unterschiedlichen Insel-Bewohner, die sie sich selbst gegeben haben Bwgcolman (sinngemäß „Viele Stämme, ein Volk“).

## Geschichte
Der Name der Insel geht auf James Cook zurück, der sie Palm Isles nannte. Bei Landungen durch frühe Europäer, beispielsweise durch Phillip Parker King als er die Cleveland Bay im Jahr 1819 erkundete, wurden von ihm primitive Befestigung und lediglich zwei Kanus beschrieben. Durch die gesichteten Kanus wird belegt, dass die dortigen Aborigines auch die Hochsee zum Fischfang befuhren. Damit sind die Manbarra einer der wenigen Aboriginesstämme überhaupt, der in der Lage war auch zu navigieren.
Im späten 19. und frühen 20. Jahrhundert kam es wiederholt zu zwangsweisen Ansiedlungen indigener Bevölkerungsgruppen; dies erfolgte verstärkt nach der 1897 erfolgten Verabschiedung des Gesetzes „Aboriginal Protection and Restriction of the Sale of Opium Act“, das der Regierung völlig freie Hand bei der Umsiedlung der indigenen Bevölkerung gab. Auf Great Palm Island wurde ein Aborigines-Reservats errichtet und ebenfalls auf Fantome Island. In den 1920er Jahren begann die Einrichtung von Aborigines-Missionsstationen der Baptisten sowie der Römisch-katholischen Kirche. Zusätzlich wurden weitere Inseln der Inselgruppe zu Aborigines-Reservaten deklariert, allerdings wurden sie nicht für diesen Zweck verwendet.
1923 wurde ein Mädchenheim eingerichtet, das der Unterbringung von Waisen und verlassenen Kindern dienen sollte, in dem tatsächlich aber auch alleinerziehende Mütter zum Teil zwangsweise untergebracht wurden. Diese Einrichtungen wurden zum Teil bis 1975 betrieben.

## Verkehr
Erreichbar ist die Insel über eine Fähre, ein Flughafen befindet sich im Süden der Insel. Im Zweiten Weltkrieg befand sich ein Flughafen der RAF mit Servicestationen auf der Insel, den die Flugboote der Catalina nutzten.

## Persönlichkeiten
- Kukamunburra[3]
- Tagarah, war die Partnerin von Kukamunburra

Die vorgenannten Persönlichkeiten sind Aborigines der Manbarra, deren Verschleppung bekannt geworden ist, weil sie im Jahr 1883 zu Völkerschauen mit weiteren Aborigines nach Amerika und Europa transportiert wurden und im Ausland ihr Leben lassen mussten. Kukamunburra starb in Ohio, USA, und wurde 1994 auf der Insel beigesetzt. Tagarah verstarb ein Jahr später 1884 in Elberfeld und wurde dort beerdigt.